# Kuzinellus neosentus
Kuzinellus neosentus är en spindeldjursart som först beskrevs av van der Merwe 1968.  Kuzinellus neosentus ingår i släktet Kuzinellus och familjen Phytoseiidae. Inga underarter finns listade i Catalogue of Life.